# Anja Golob
Anja Zag Golob, slovenska pesnica, urednica, kritičarka, dramaturginja in prevajalka, * 1976, Slovenj Gradec.
Študirala je filozofijo in primerjalno književnost, zdaj pa je samozaposlena na področju kulture. Med drugim je pisala gledališke kritike za časnik Večer, objavljala kolumne, občasno deluje kot prevajalka. Je ena od soustanoviteljic založbe VigeVageKnjige, kjer dela kot glavna urednica.
Izdala je pet samostojnih pesniških zbirk in eno zbirko esejev v slovenščini. Za drugo in tretjo zbirko je leta 2014 in leta 2016 prejela Jenkovi nagradi, za četrto leta 2020 nagrado kritiško sito. Njene zbirke so doslej v prevodih izšle v nemščini, hrvaščini, srbščini in poljščini, posamezne pesmi ali cikli so poleg teh prevedeni še v bolgarski, madžarski, španski, češki, makedonski, nizozemski in francoski jezik ter uvrščene v antologije. Redno gostuje v tujini.
Kolumne je občasno objavljala v Sobotni prilogi Dela, redno pa na strani Smeri razvoja v Večeru ter v Večerovi sobotni prilogi V soboto, v oddaji Studio City na TVS ter dve sezoni tedensko na Valu 202 v rubriki Jajca. Prevaja otroško literaturo, predvsem stripe, ter romane za odrasle, večkrat v tandemu s Katjo Šaponjić (npr. Ocean Vuong: Bežen trenutek bajnosti, Max Porter: Bridkost je stvar s peresi).

### Poezija
- V roki (Nova Znamenja; 32).  Maribor: Litera, 2010 (COBISS)
- Vesa v zgibi (Nova slovenska knjiga). Ljubljana: Mladinska knjiga, 2013 (COBISS). 1. ponatis, Prevalje: samozaložba, 2016 (COBISS)
- Didaskalije k dihanju. Ljubljana: samozaložba, 2016 (COBISS). 1. ponatis, Ljubljana: samozaložba, 2016 (COBISS)
- V roki; Vesa v zgibi; Didaskalije k dihanju. Ljubljana: samozaložba, 2018 (COBISS)
- da ne da ne bo več prišla da ne bo da me žge da se odganjam ... Maribor: samozaložba, 2019 (COBISS)
  - zvočni CD; Ljubljana: samozaložba, 2020 (COBISS)
- watson. Maribor: samozaložba, 2023 (COBISS)

### Proza
- Poskus vsakdanjosti, prosti spisi. Maribor: samozaložba, 2024 (COBISS)

## Priznanja

### Nagrade
- 2014 Jenkova nagrada za Vesa v zgibi
- 2016 Jenkova nagrada za Didaskalije k dihanju
- 2020 Kritiško sito za da ne da ne bo več prišla da ne bo da me žge da se odganjam ...

### Nominacije
- 2014 Veronikina nagrada za Vesa v zgibi
- 2017 Kritiško sito za Didaskalije k dihanju
- 2019 Veronikina nagrada za da ne da ne bo več prišla da ne bo da me žge da se odganjam ...
- 2021 Nagrody Europejski Poeta Wolności za Didaskalije k dihanju